# Denticulella benthica
Denticulella benthica is een rondwormensoort uit de familie van de Chromadoridae. De wetenschappelijke naam van de soort is voor het eerst geldig gepubliceerd in 2002 door Dashchenko.